# Oliver Fiechter

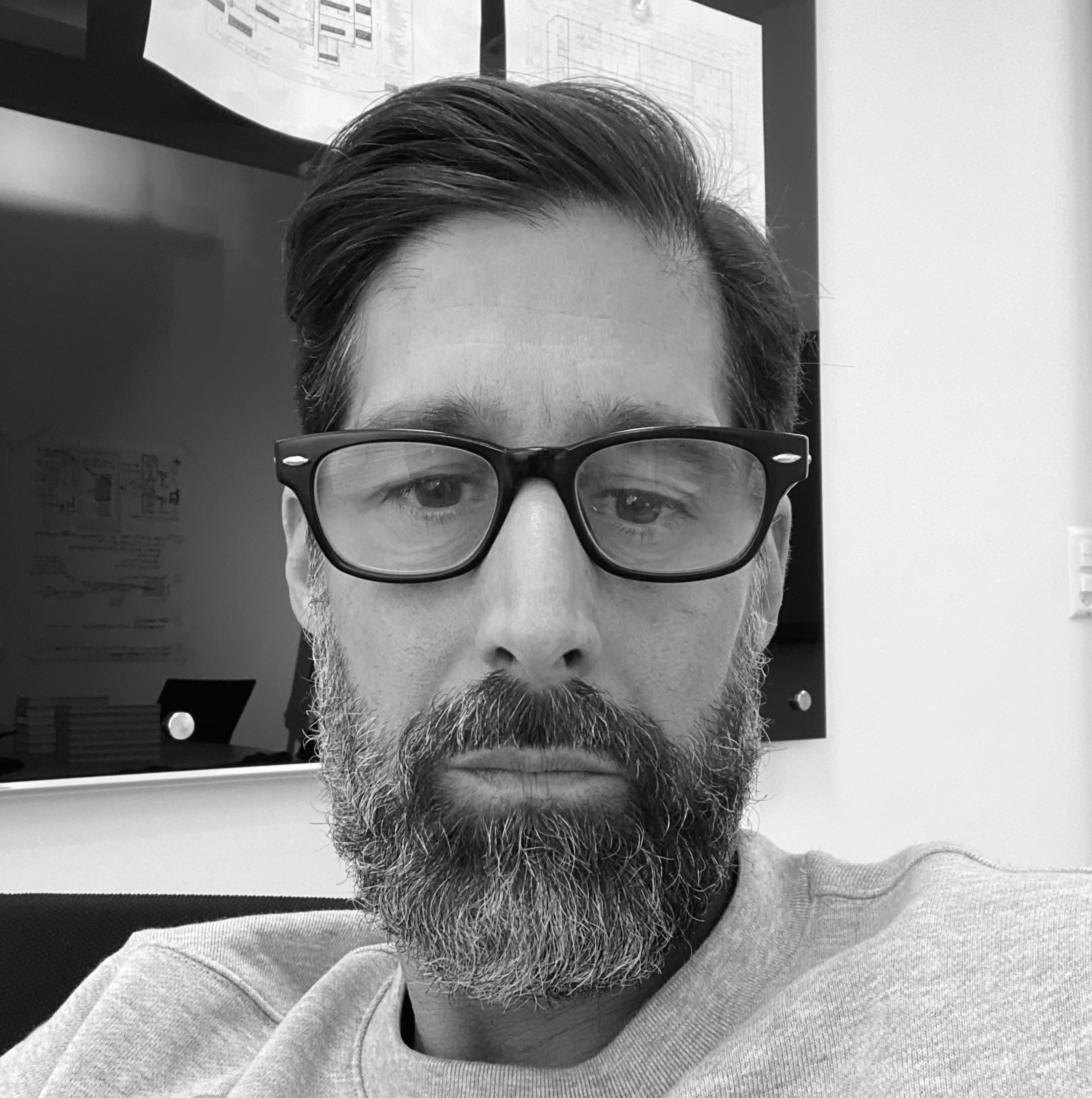
Oliver Fiechter (2021)

Oliver Fiechter (geboren am 30. April 1972 in Buenos Aires, Argentinien) ist ein Schweizer Wirtschaftsphilosoph, Innovator für partizipative Geschäftsmodelle, Unternehmer und Autor der Bücher Die Wirtschaft sind wir! (2012) und Aufstieg der digitalen Stammesgesellschaft (2016).

## Beruflicher Werdegang
Oliver Fiechter gründete 2008 das ISG Institut in St. Gallen. Die in der Schweiz ansässige Denkfabrik entwickelte Methoden und Instrumente zur Integration von «weichen Faktoren» in die Steuerung von Unternehmen. Basierend auf empirischen Untersuchungen werden subjektive Präferenzen in der wirtschaftlichen Entscheidungsfindung gemessen, um das zentrale ökonomische Konstrukt des Nutzens zu operationalisieren.
Diese Basisinnovation der Nutzenmessung ermöglicht es, in verschiedenen funktionalen Bereichen des Unternehmensmanagements das hauptsächlich quantitativ ausgerichtete Controlling-Paradigma aufzubrechen und um die individuellen Präferenzen, Motive und Einstellungen von Anspruchsgruppen zu erweitern. Das Ergebnis ist eine Form des ganzheitlichen Controllings, das «harte und weiche Faktoren» in Echtzeit misst und reportet. Beratungsfirmen wie PricewaterhouseCoopers oder Technologieunternehmen wie Microsoft haben die Methoden, Konzepte und Tools des ISG Instituts als Teil ihrer Kundenlösungen übernommen.
Der Hidden Champion 3.0 Award des österreichischen Handelsministeriums basiert auf der ISG-Methodik.
Fiechter ist Entwickler eines ganzheitlichen Rating-Ansatzes zur Beurteilung der Nachhaltigkeit von Finanzinvestitionen. Er war Mitglied des Stiftungsrates der Carlo Stiftung, einer von Liechtenstein gegründeten Stiftung für nachhaltige Finanzprodukte.
Fiechter ist Mitglied der Clinton Global Initiative (CGI), einer Initiative der Clinton Foundation. Die CGI wurde 2005 vom ehemaligen US-Präsidenten Bill Clinton gegründet und versammelt weltweit führende Persönlichkeiten zur Entwicklung von Lösungen für die drängendsten Herausforderungen der Welt.
In seinem Buch Die Wirtschaft sind wir!: Die Entstehung einer neuen Gesellschaftsordnung im Zeitalter der vernetzten Märkte (2012) skizziert er die Wirtschaftsphilosophie der «Ökonomie 3.0» als eine neue Art der kooperativen Zusammenarbeit und partizipativen Produktion. Er beschreibt darin seine Vision einer zukünftigen globalen Wirtschafts- und Gesellschaftsordnung, die auf Gegenseitigkeit, Gleichheit und Zusammenarbeit anstelle von Wettbewerb basiert. Die «Ökonomie 3.0» dient an progressiven Lösungen für die sozio-ökonomischen Krisen unserer Zeit interessierten Kräften in Politik, Wirtschaft und Gesellschaft als Fahrplan. Basierend auf der 'Ökonomie 3.0'-Theorie entwickelte Fiechter sozialwissenschaftlich fundierte Softwareapplikationen für mehr Inklusion in Wirtschaft und Politik.
Zusammen mit Philipp Löpfe schrieb er das 2006 veröffentlichte Buch Aufstieg der digitalen Stammesgesellschaft. Die Industriegesellschaft habe materiellen Überfluss, aber durch starke Vermögenskonzentration auch eine gefährliche Ungleichheit geschaffen, so die beiden Autoren. Die Vernetzung der Welt durch das Internet beschleunige diese Entwicklung. Die heutige Netzwerkgesellschaft müsse sich der Aufgabe stellen, den Überfluss gerechter zu verteilen. Fiechter und Löpfe legen dar, inwiefern die digitale Transformation eine Tauschgesellschaft auf sehr viel höherem Niveau ermöglichen kann.
2020 initiierte Fiechter mit der Schweizer Klimaschutzaktivistin Marie-Claire Graf während des ersten Lockdowns in der Corona-Pandemie die Protective Mask Initiative. In der Folge entwickelte Fiechter mit internationalen Partnern aus Forschung, Entwicklung und Maschinenbau eine Systemlösung, mit der private Unternehmen und öffentliche Institutionen ihre eigene Plug and Play-Schutzmaskenproduktion aus einer Hand erwerben können.

## Veröffentlichungen
- Die Wirtschaft sind wir. Stämpfli Verlag, 2012, ISBN 978-3-7272-1354-0.[28][29]
- mit Philipp Löpfe: Aufstieg der digitalen Stammesgesellschaft. NZZ Libro, Zürich 2016, ISBN 978-3-03810-190-1.[30]